# Scopula magnetaria
Scopula magnetaria är en fjärilsart som beskrevs av Achille Guenée 1858. Scopula magnetaria ingår i släktet Scopula och familjen mätare. Inga underarter finns listade.